# Patrologie
Die Patrologie (von griech. πατήρ patér Vater und  λόγος lógos Wort) bezeichnet in der Theologie das Studium des Lebens, der Schriften und der Lehren der Kirchenväter. Als Studium theologischer Texte kann sie als Teilgebiet der historischen Theologie, als Literaturgeschichte des antiken Christentums auch als Teil der Literaturwissenschaft bzw. der klassischen Philologie und der Philosophiegeschichte  betrachtet werden.

## Unterscheidung zur Patristik
Im Unterschied zur Patristik, die sich mit allen für die Theologie relevanten Texten aus der Zeit der Kirchenväter befasst (also auch Konzilsakten, liturgische und poetische Texte, Märtyrerakten und Inschriften), beschränkt sich die Patrologie auf die für den Glauben wesentlichen Schriften der Kirchenväter und der sogenannten Häretiker.

## Methodik
Die Patrologie gebraucht dabei die Methoden der Geschichtswissenschaft und der Literaturwissenschaft.

## Zeitrahmen
Die Literatur der Kirchenväter umfasst den Zeitraum nach Abschluss des Neuen Testamentes (beginnend also mit den sogenannten Apostolischen Vätern wie Ignatius von Antiochien, Polykarp von Smyrna in der Mitte des 2. Jahrhunderts n. Chr.) bis zum Übergang von der Spätantike zum frühen Mittelalter (ca. 7. Jahrhundert n. Chr., etwa Isidor von Sevilla und Johannes von Damaskus).

## Geschichte und Entwicklung der Patrologie als Wissenschaft
Eine wissenschaftliche Aufarbeitung der Schriften der Kirchenväter beginnt mit dem 17. bzw. 18. Jahrhundert. In dieser Zeit entstehen auch große Texteditionen, die in der ersten Hälfte des 19. Jahrhunderts in der von Jacques Paul Migne herausgegebenen Reihe der Patrologia cursus completus gipfeln, die zwar wissenschaftlich unzureichend, bezüglich der Vollständigkeit aber unerreicht ist; ab der Mitte des 19. Jahrhunderts entstehen dann textkritische Editionen nach modernem wissenschaftlichen Anspruch wie CSEL und Corpus Christianorum. In der Gegenwart erweist sich vor allem die ökumenische Relevanz der Patrologie, die das literarische Erbe der ungeteilten Christenheit untersucht. Charakteristisch für die patrologische Forschung des 20. Jahrhunderts ist die Tendenz, die Texte im Kontext einer umfassenden Erforschung der Spätantike zu interpretieren.